# バイロコ (護衛空母)
| USS Bairoko CVE-115 |                       |
| 艦歴                |                       |
| 発注:               |                       |
| 起工:               |                       |
| 進水:               | 1945年1月25日         |
| 就役:               | 1945年7月16日         |
| 退役:               | 1955年2月18日         |
| その後:             |                       |
| 除籍:               | 1960年4月1日          |
| 性能諸元            |                       |
| 排水量:             | 10,330 トン           |
| 全長:               | 667 ft 1 in (203.3 m) |
| 全幅:               | 105 ft 2 in (32.1 m)  |
| 吃水:               | 32 ft (9.8 m)         |
| 機関:               |                       |
| 最大速:             | 19.1ノット            |
| 航続距離:           |                       |
| 乗員:               | 士官、兵員1,086名     |
| 兵装:               | 5インチ砲2門          |
| 搭載機:             |                       |

バイロコ (USS Bairoko, CVE-115) は、アメリカ海軍の護衛空母。コメンスメント・ベイ級航空母艦の11番艦。艦名はアメリカ軍が1943年8月26日に占領したソロモン諸島ニュージョージア北部のバイロコ入江に因んで命名された。

## 艦歴
当初はポーテージ・ベイ (Portage Bay) の艦名であったが、1944年6月6日にバイロコに改名される。ワシントン州タコマのトッド造船所で建造され、1945年1月25日にJ・J・バレンタイン夫人（ジョン・J・バレンタイン少将の妻）によって進水し、1945年7月16日にH・B・テンプル艦長の指揮下就役する。
バイロコの就役は太平洋戦争に間に合わず、1949年12月まで平時の巡航、演習訓練を行う。この間に二度の極東巡航（1946年10月18日-1947年1月25日および1947年2月18日-1947年5月30日）を行い、エニウェトク環礁で原爆実験に参加した。1949年12月16日にバイロコは不活性化オーバーホールのためにサンフランシスコへ向かい、1950年4月14日に予備役となる。
朝鮮戦争が勃発するとバイロコは直ちに現役復帰のための準備に入る。1950年9月12日に再就役し、太平洋艦隊に配属される。1950年11月から1953年8月の間にバイロコは三度の極東展開（1950年11月14日-1951年8月15日、1951年12月1日-1952年6月9日、1953年2月-8月）を行い、朝鮮半島水域で国連軍の支援活動に従事する。バイロコの艦載機部隊は北朝鮮軍、中国人民解放軍の地上部隊、機材、交通施設および海上部隊に対して何百回もの攻撃を行った。1951年5月9日に日本海で爆発、火災事故を起こし死者5名、負傷者13名の被害を出した。
バイロコは1953年8月後半に西海岸へ帰還し、1954年1月まで留まる。その後ビキニ環礁での水爆実験支援のため出航する。1954年3月1日のキャッスル・ブラボー作戦では16名の乗員がベータ線によるやけどで負傷した。1954年5月から6月までバイロコはサンディエゴで訓練を行い、7月に不活性化オーバーホールのためロングビーチ海軍造船所へ入渠する。その後1955年2月18日にサンフランシスコで予備役となる。
バイロコは朝鮮戦争の戦功での3つの従軍星章を受章した。